# Taxi à Hong Kong

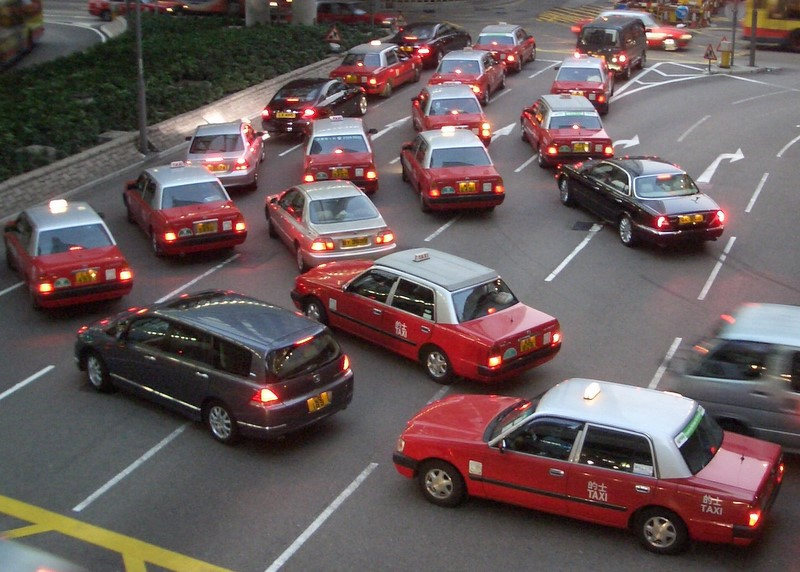
Taxis urbains de Hong Kong, ici des Toyota (Crown) Comfort G.P.L.

Les taxis sont un moyen de transport très prisé des habitants de Hong Kong. La plupart des chauffeurs sont indépendants mais certains sont employés par des compagnies.
En 2018, il y avait un total de 18,163 taxis à Hong Kong, comprenant 15 250 taxis urbains (de couleur rouge), 2 838 taxis pour les Nouveaux Territoires (de couleur verte) et 75 taxis pour Lantau (de couleur bleue). Ils desservent quotidiennement environ 1 million de passagers.
Leurs licences sont soumises à des délimitations géographiques : les taxis bleus de Lantau n'ont pas le droit de sortir de l'île de Lantau; les taxis verts desservent les Nouveaux Territoires uniquement; les taxis rouges « urbains », qui ont la tarification la plus chère, peuvent parcourir le territoire entier.
Seules exceptions à ces règles: tous les taxis quelle que soit leur couleur ont le droit d'opérer à l'aéroport, au terminal du pont Hong Kong - Zhuhai - Macao et à Disneyland.